# Wykolejony (film)
Wykolejony (ang. Derailed) – amerykańsko-brytyjski film fabularny (dramat) wyreżyserowany przez Mikaela Håfströma na podstawie powieści Jamesa Siegela o tym samym tytule.

## Fabuła
Charles Schine (Clive Owen) jest przykładnym mężem Deanny (Melissa George) i troskliwym ojcem ciężko chorej dziewczynki. Mężczyzna przeżywa trudne chwile. Ma kłopoty w pracy, a kosztowna operacja córki się nie powiodła. Pewnego dnia, w drodze do pracy, poznaje w pociągu piękną Lucindę Harris (Jennifer Aniston). Rozmawia z nią o swoich problemach. Mężczyzna coraz więcej czasu poświęca znajomej. Pewnego wieczoru kochankowie umawiają się na spotkanie w tanim hotelu. Jednak randka szybko zamienia się w koszmar. Do ich pokoju włamuje się gangster LaRoche (Vincent Cassel). Napastnik brutalnie bije Charlesa, Lucindę gwałci, a ich oboje okrada z pieniędzy i dokumentów. Para nie zgłasza jednak zdarzenia na policji. Lucinda jest mężatką i obawia się reakcji partnera. Od tego momentu LaRoche grozi Schine'owi i szantażuje go, wyłudzając od niego pieniądze. Charles oddaje stopniowo gangsterowi wszystkie oszczędności, które przez lata gromadził wraz z żoną na operację córki. Dodatkowo LaRoche zmusza go do defraudacji firmowych pieniędzy.

## Obsada
- Vincent Cassel jako Philippe LaRoche
- Clive Owen jako Charles Schine
- Jennifer Aniston jako Lucinda Harris
- Addison Timlin jako Amy Schine
- Melissa George jako Deana Schine
- Sandra Bee jako dyrygentka
- RZA jako Winston Boyko
- William Armstrong jako księgowy
- Tom Conti jako Elliot Firth
- Rachel Blake jako Susan Davis
- Richard Leaf jako recepcjonista
- Xzibit jako Dexter
- Catherine McCord jako recepcjonistka w Avery-Price
- Denis O’Hare jako Jerry, prawnik
- Georgina Chapman jako Candy
- James Melody jako Billy
- Danny McCarthy jako oficer Hank
- Chiké Okonkwo jako Paramedic
- Georgie Smith jako bizneswoman #2
- David Oyelowo jako oficer patrolu
- Christopher Fosh jako oficer policji
- Mehru Khan jako pasażer pociągu
- Giancarlo Esposito jako detektyw Church
- David Morrissey jako Sam
- Mel Raido jako Businessman
- Joshua Brail jako przyjaciel Amy
- Ortis Deley jako policjant
- Aimee Muschamp jako kelnerka
- Brandon DeShazer jako hotelowa obsługa
- Georgiana Jianu jako bizneswoman
- Alexandra LoRusso jako pasażerka
- Gary Sedlock jako pasażer pociągu
- Joey Strobel jako pasażer
- Richard Strobel jako pasażer
- Kelly Trznadel jako Extra
- Ron Valdez jako Extra
- Anthony Velasco jako pensjonariusz więzienia